# Roger Risholt
Roger Risholt (Arendal, 10 aprile 1979) è un allenatore di calcio ed ex calciatore norvegese, di ruolo centrocampista.

## Biografia
Anche su fratello gemello Kai è un calciatore professionista.

## Carriera

### Giocatore

#### Club
Risholt ha giocato assieme a suo fratello Kai nelle giovanili dello FK Arendal, per poi passare all'Øyestad. In questa squadra, ha effettuato il debutto nel corso della 2. divisjon 1995, terza serie del campionato norvegese. Dopo un altro anno in forza al club, si è trasferito allo Jerv. Ha giocato con questa maglia per tre anni e mezzo, i primi due in 2. divisjon e l'ultimo anno e mezzo in 3. divisjon.
Nell'estate 2000, è stato ingaggiato dallo Start, formazione militante nell'Eliteserien. Ha debuttato nella massima divisione il 13 agosto 2000: ha sostituito infatti Tom Berhus nel pareggio per 3-3 sul campo del Molde. A fine stagione, lo Start è retrocesso nella 1. divisjon.
Il 7 ottobre 2001 segnò la prima rete con questa maglia, nel successo per 0-1 in casa dello Skeid. La stagione di Risholt è stata comunque turbolenta: ha giocato 14 partite di campionato, soltanto 4 delle quali da titolare, e ha messo a segno 2 reti. Nella stessa annata, lo Start ha guadagnato la promozione chiudendo il campionato al secondo posto. Jan Halvor Halvorsen, allenatore del club, ha poi comunicato a Risholt che il giocatore non era nei piani della squadra in vista della stagione successiva. Il calciatore ha così rescisso il contratto che lo legava al club.
Successivamente, Risholt è rimasto svincolato per diversi mesi. In questo arco di tempo, ha sostenuto un provino con gli scozzesi del St. Johnstone, senza che gli venisse offerto alcun contratto. Ha così firmato un contratto biennale con il Fredrikstad, formazione militante nella 2. divisjon, che oltre alla possibilità di giocare a calcio gli offriva anche un lavoro part-time. Risholt è diventato rapidamente uno dei perni della formazione e ha giocato 24 delle 26 partite di campionato disputate dal Fredrikstad, che a fine stagione si è guadagnato la promozione nella 1. divisjon.
Rimasto al Fredrikstad anche per l'anno successivo, ha contribuito con 7 reti in 26 presenze ad una nuova promozione, stavolta in Eliteserien. Nell'estate 2003, inoltre, Risholt aveva rinnovato il contratto che lo legava al club per altre tre stagioni. Il 3 maggio 2004 ha realizzato la prima rete nella massima divisione norvegese, nel pareggio casalingo per 2-2 contro il Vålerenga.
Ha giocato nel Fredrikstad anche la stagione seguente, in cui ha avuto contrasti con il nuovo allenatore Egil Olsen. Questi dissidi lo hanno portato all'addio al club nel corso dell'estate.
Si è trasferito così ai danesi dell'Aarhus, debuttando nella Superligaen in data 16 ottobre 2005: è subentrato a Jens Gjesing nella sconfitta per 3-1 sul campo dell'Odense. Il 23 aprile 2006 ha realizzato il primo gol nella massima divisione danese, nel pareggio per 1-1 contro l'Aalborg. È rimasto in squadra per una sola stagione, in cui ha totalizzato 20 presenze e una rete in campionato.
Nel 2006 si è trasferito in Svezia, per giocare nell'Häcken. Ha esordito il 12 settembre, giocando titolare nella sconfitta casalinga per 1-4 contro il Göteborg. Al termine della stagione, la squadra è retrocessa nella Superettan, con Risholt che vi è rimasto in forza fino all'estate.
È passato poi al Tromsø, a cui si è legato con un contratto biennale. Il primo match con questa maglia lo ha giocato il 23 settembre, entrando in campo in sostituzione di Helge Haugen nel successo per 2-1 sul Lyn Oslo. L'esperienza in squadra non è stata positiva.
Il 4 dicembre 2008 è stato ufficializzato il suo trasferimento al Kongsvinger, valido a partire dal 1º gennaio successivo. È tornato così a giocare con suo fratello Kai. Ha esordito in squadra, in 1. divisjon, il 5 aprile 2009: è stato schierato titolare nel successo per 3-2 sull'HamKam. La settimana seguente, ha siglato il primo gol: è stata sua la rete della bandiera nel 4-1 subito dall'Haugesund. Ha contribuito alla promozione nell'Eliteserien della sua squadra. In seguito, è diventato capitano del Kongsvinger, ma ha lasciato il club a causa dei suoi problemi economici.
Il 31 agosto 2010, Risholt ha fatto ritorno al Fredrikstad, all'epoca militante nella 1. divisjon: ha firmato un contratto valido fino al termine della stagione. In questa porzione di stagione, ha totalizzato 9 presenze e una rete e ha contribuito al terzo posto finale della sua squadra. Questo piazzamento ha consentito al Fredrikstad di partecipare alle qualificazioni all'Eliteserien, poi vinte: il club è così tornato in Eliteserien per la stagione 2011, ma Risholt ha lasciato la squadra in scadenza di contratto.
Il 9 marzo 2011 è stato ufficializzato il suo trasferimento al GIF Sundsvall, compagine svedese militante nella Superettan. Ha disputato il primo incontro in squadra in data 15 aprile, quando è stato impiegato come titolare nella sconfitta casalinga per 1-2 contro l'Assyriska. A fine stagione, il GIF Sundsvall ha centrato la promozione nell'Allsvenskan.
Il 12 aprile 2012, Risholt è tornato così a calcare i campi della massima divisione svedese: è stato infatti schierato titolare nella vittoria per 4-0 sul Syrianska. Il 29 aprile ha segnato la prima rete in campionato con la maglia del GIF Sundsvall, in occasione del successo per 3-1 sull'Örebro. La squadra ha chiuso la stagione al terzultimo posto e per questo ha dovuto affrontare lo spareggio promozione-salvezza per stabilire in quale divisione avrebbe giocato a partire dall'anno seguente: nel doppio confronto con l'Halmstad, è stato il GIF Sundsvall ad avere la peggio e pertanto la squadra è retrocessa nella Superettan. Risholt ha chiuso il biennio in squadra totalizzando 35 presenze in campionato e 2 reti.
Il 18 gennaio 2013, è passato al Kristiansund, facendo così ritorno in Norvegia. Ha esordito nella nuova squadra, neopromossa in 1. divisjon, in data 7 aprile: è stato schierato titolare nel successo per 3-1 sull'Elverum. Ha totalizzato 26 presenze in campionato, senza mai andare a segno. Ha contribuito così alla salvezza del Kristiansund.
Il 18 novembre 2013 ha firmato un contratto con il Sandefjord, valido per un anno a partire dal 1º gennaio 2014. Ha esordito con questa maglia il 6 aprile 2014, schierato titolare nella vittoria per 1-2 sul campo dell'Ullensaker/Kisa. Il 5 ottobre successivo ha segnato la prima rete in squadra, nel successo per 3-4 sul campo del Bærum. Il Sandefjord ha vinto il campionato e si è guadagnato la promozione in Eliteserien. Il 5 dicembre 2014, ha rinnovato il contratto che lo legava al club per un'ulteriore stagione.
Il 22 luglio 2015, il Fredrikstad ha annunciato sul proprio sito internet d'aver ingaggiato Risholt, che ha firmato un contratto valido per il successivo anno e mezzo. Ha esordito in squadra il 26 luglio, schierato titolare nella sconfitta per 4-1 in casa del Levanger. Ha chiuso questa porzione di stagione con 11 presenze, senza reti all'attivo. Svincolato al termine del campionato 2016, il 17 febbraio 2017 è stato reso noto che Risholt avrebbe lavorato come opinionista per Eurosport.

#### Nazionale
Risholt ha giocato una partita per la Norvegia under 17 e 3 partite per la Nazionale maggiore. Ha debuttato il 22 gennaio 2005, sostituendo Øyvind Storflor nel pareggio per 1-1 contro il Kuwait.

### Allenatore
L'11 dicembre 2017, Risholt è entrato nello staff tecnico dell'Arendal. Il 23 ottobre 2020 è stato nominato nuovo allenatore del club, a partire dalla stagione 2021. Il 15 novembre 2023 ha lasciato l'incarico, in accordo con la società.

## Statistiche

### Presenze e reti nei club
| Stagione             | Club                 | Campionato           | Campionato | Campionato | Coppe nazionali | Coppe nazionali | Coppe nazionali | Coppe continentali | Coppe continentali | Coppe continentali | Supercoppe | Supercoppe | Supercoppe | Totale | Totale |
| Stagione             | Club                 | Comp                 | Pres       | Reti       | Comp            | Pres            | Reti            | Comp               | Pres               | Reti               | Comp       | Pres       | Reti       | Pres   | Reti   |
| -------------------- | -------------------- | -------------------- | ---------- | ---------- | --------------- | --------------- | --------------- | ------------------ | ------------------ | ------------------ | ---------- | ---------- | ---------- | ------ | ------ |
| 1995                 | Øyestad              | 2D                   | 1          | 0          | CN              | ?               | ?               | -                  | -                  | -                  | -          | -          | -          | 1+     | 0+     |
| 1996                 | Øyestad              | 3D                   | 23         | 5          | CN              | ?               | ?               | -                  | -                  | -                  | -          | -          | -          | 23+    | 5+     |
| Totale Øyestad       | Totale Øyestad       | Totale Øyestad       | 24         | 5          |                 | ?               | ?               |                    | -                  | -                  |            | -          | -          | 24+    | 5+     |
| 1997                 | Jerv                 | 2D                   | ?          | ?          | CN              | ?               | ?               | -                  | -                  | -                  | -          | -          | -          | ?      | ?      |
| 1998                 | Jerv                 | 2D                   | ?          | ?          | CN              | ?               | ?               | -                  | -                  | -                  | -          | -          | -          | ?      | ?      |
| 1999                 | Jerv                 | 3D                   | ?          | ?          | CN              | ?               | ?               | -                  | -                  | -                  | -          | -          | -          | ?      | ?      |
| 2000                 | Jerv                 | 3D                   | ?          | ?          | CN              | ?               | ?               | -                  | -                  | -                  | -          | -          | -          | ?      | ?      |
| Totale Jerv          | Totale Jerv          | Totale Jerv          | ?          | ?          |                 | ?               | ?               |                    | -                  | -                  |            | -          | -          | ?      | ?      |
| 2000                 | Start                | ES                   | 2          | 0          | CN              | 1               | 0               | -                  | -                  | -                  | -          | -          | -          | 3      | 0      |
| 2001                 | Start                | 1D                   | 14         | 2          | CN              | ?               | ?               | -                  | -                  | -                  | -          | -          | -          | 14+    | 2+     |
| Totale Start         | Totale Start         | Totale Start         | 16         | 2          |                 | 1+              | 0+              |                    | -                  | -                  |            | -          | -          | 17+    | 2+     |
| 2002                 | Fredrikstad          | 2D                   | 24         | 5          | CN              | ?               | ?               | -                  | -                  | -                  | -          | -          | -          | 24+    | 5+     |
| 2003                 | Fredrikstad          | 1D                   | 26         | 7          | CN              | 3               | 0               | -                  | -                  | -                  | -          | -          | -          | 29     | 7      |
| 2004                 | Fredrikstad          | ES                   | 25         | 4          | CN              | 2               | 0               | -                  | -                  | -                  | -          | -          | -          | 27     | 4      |
| 2005                 | Fredrikstad          | ES                   | 8          | 1          | CN              | 1               | 1               | -                  | -                  | -                  | -          | -          | -          | 9      | 2      |
| 2005-2006            | Aarhus               | SL                   | 20         | 1          | CD              | ?               | ?               | -                  | -                  | -                  | -          | -          | -          | 20+    | 1+     |
| 2006                 | Häcken               | A                    | 9          | 0          | CS              | ?               | ?               | -                  | -                  | -                  | -          | -          | -          | 9+     | 0+     |
| 2007                 | Häcken               | A                    | 12         | 2          | CS              | ?               | ?               | -                  | -                  | -                  | -          | -          | -          | 12+    | 2+     |
| Totale Häcken        | Totale Häcken        | Totale Häcken        | 21         | 2          |                 | ?               | ?               |                    | -                  | -                  |            | -          | -          | 21+    | 2+     |
| 2007                 | Tromsø               | ES                   | 6          | 0          | CN              | -               | -               | CU                 | 0                  | 0                  | -          | -          | -          | 6      | 0      |
| 2008                 | Tromsø               | ES                   | 12         | 0          | CN              | 4               | 0               | -                  | -                  | -                  | -          | -          | -          | 16     | 0      |
| Totale Tromsø        | Totale Tromsø        | Totale Tromsø        | 18         | 0          |                 | 4               | 0               |                    | 0                  | 0                  |            | -          | -          | 22     | 0      |
| 2009                 | Kongsvinger          | 1D                   | 30+3       | 2+0        | CN              | 1+              | 0+              | -                  | -                  | -                  | -          | -          | -          | 34+    | 2+     |
| gen.-ago. 2010       | Kongsvinger          | ES                   | 17         | 1          | CN              | 1               | 0               | -                  | -                  | -                  | -          | -          | -          | 18     | 1      |
| Totale Kongsvinger   | Totale Kongsvinger   | Totale Kongsvinger   | 47+3       | 3+0        |                 | 2+              | 0+              |                    | -                  | -                  |            | -          | -          | 52+    | 3+     |
| ago.-dic. 2010       | Fredrikstad          | 1D                   | 9+3        | 1+0        | CN              | -               | -               | -                  | -                  | -                  | -          | -          | -          | 12     | 1      |
| 2011                 | GIF Sundsvall        | S                    | 14         | 0          | CS              | ?               | ?               | -                  | -                  | -                  | -          | -          | -          | 14+    | 0+     |
| 2012                 | GIF Sundsvall        | A                    | 21+1       | 2          | CS              | 1               | 0               | -                  | -                  | -                  | -          | -          | -          | 23     | 2      |
| Totale GIF Sundsvall | Totale GIF Sundsvall | Totale GIF Sundsvall | 35+1       | 2+0        |                 | 1+              | 0+              |                    | -                  | -                  |            | -          | -          | 37+    | 2+     |
| 2013                 | Kristiansund         | 1D                   | 26         | 0          | CN              | 1               | 0               | -                  | -                  | -                  | -          | -          | -          | 27     | 0      |
| 2014                 | Sandefjord           | 1D                   | 27         | 1          | CN              | 0               | 0               | -                  | -                  | -                  | -          | -          | -          | 27     | 1      |
| gen.-lug. 2015       | Sandefjord           | ES                   | 13         | 0          | CN              | 2               | 0               | -                  | -                  | -                  | -          | -          | -          | 15     | 0      |
| Totale Sandefjord    | Totale Sandefjord    | Totale Sandefjord    | 40         | 1          |                 | 2               | 0               |                    | -                  | -                  |            | -          | -          | 42     | 1      |
| lug.-dic. 2015       | Fredrikstad          | 1D                   | 11         | 0          | CN              | -               | -               | -                  | -                  | -                  | -          | -          | -          | 11     | 0      |
| 2016                 | Fredrikstad          | 1D                   | 7          | 0          | CN              | 0               | 0               | -                  | -                  | -                  | -          | -          | -          | 7      | 0      |
| Totale Fredrikstad   | Totale Fredrikstad   | Totale Fredrikstad   | 110+3      | 18+0       |                 | 6+              | 1+              |                    | -                  | -                  |            | -          | -          | 119+   | 19+    |
| Totale               | Totale               | Totale               | 357+7+     | 34+0+      |                 | 17+             | 1+              |                    | 0                  | 0                  |            | -          | -          | 381+   | 35+    |

### Cronologia presenze e reti in Nazionale
| Cronologia completa delle presenze e delle reti in nazionale ― Norvegia | Cronologia completa delle presenze e delle reti in nazionale ― Norvegia | Cronologia completa delle presenze e delle reti in nazionale ― Norvegia | Cronologia completa delle presenze e delle reti in nazionale ― Norvegia | Cronologia completa delle presenze e delle reti in nazionale ― Norvegia | Cronologia completa delle presenze e delle reti in nazionale ― Norvegia | Cronologia completa delle presenze e delle reti in nazionale ― Norvegia | Cronologia completa delle presenze e delle reti in nazionale ― Norvegia |
| Data                                                                    | Città                                                                   | In casa                                                                 | Risultato                                                               | Ospiti                                                                  | Competizione                                                            | Reti                                                                    | Note                                                                    |
| ----------------------------------------------------------------------- | ----------------------------------------------------------------------- | ----------------------------------------------------------------------- | ----------------------------------------------------------------------- | ----------------------------------------------------------------------- | ----------------------------------------------------------------------- | ----------------------------------------------------------------------- | ----------------------------------------------------------------------- |
| 22/01/2005                                                              | Madinat al-Kuwait                                                       | Kuwait                                                                  | 1 – 1                                                                   | Norvegia                                                                | Amichevole                                                              | -                                                                       |                                                                         |
| 25/01/2005                                                              | Riffa                                                                   | Bahrein                                                                 | 0 – 1                                                                   | Norvegia                                                                | Amichevole                                                              | -                                                                       |                                                                         |
| 28/01/2005                                                              | Amman                                                                   | Giordania                                                               | 0 – 0                                                                   | Norvegia                                                                | Amichevole                                                              | -                                                                       |                                                                         |
| Totale                                                                  |                                                                         | Presenze                                                                | 3                                                                       |                                                                         | Reti                                                                    | 0                                                                       |                                                                         |